# World of Disney

Logo de World of Disney.

World of Disney est le nom d'une chaîne de magasins détenue et gérée par la Walt Disney Parks and Resorts, une division de la Walt Disney Company. C'est un concept légèrement différent des Disney Store dont il est toutefois issu. Le principe est plus proche des Emporiums des royaumes enchantés, soit de vrais supermarchés Disney.

## Boutiques en activité
Le 15 janvier 2018, Disney annonce un nouveau concept pour les World of Disney de Disneyland et DisneyWorld. Les deux établissements rouvrent après des rénovations par phases simultanément le 26 octobre en Californie et le 27 octobre en Floride avec un concept plus actuel.

### Disney Springsen Floride

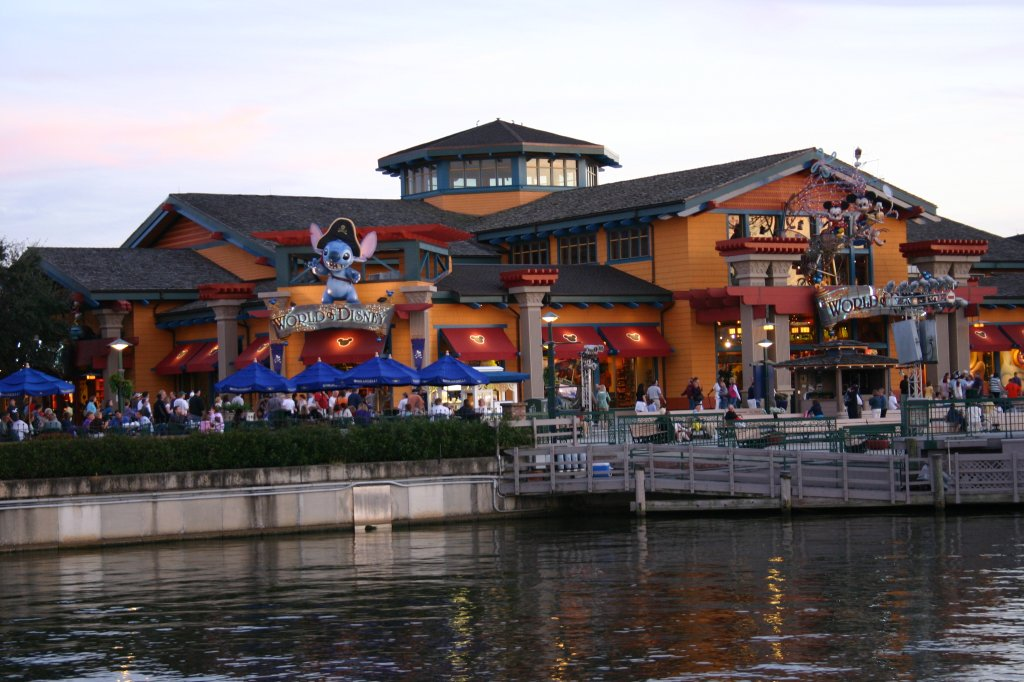
La World of Disney depuis le lac

La première boutique World of Disney a ouvert le 3 octobre 1996 au sein du complexe commercial de Downtown Disney (depuis Disney Springs) à Walt Disney World Resort près d'Orlando en Floride. Elle est située dans la plus ancienne section du complexe, le Marketplace à l'époque en pleine restructuration.
Construite sur un seul niveau mais avec une importante surface de 40 000 pieds carrés (3 716 m2), la boutique devait être une « édition limitée » de la chaîne internationale de boutiques Disney Store qui proposait des produits Disney à travers le monde. Les Disney Store étant généralement petites, aucune ne pouvait accueillir, en conservant le même schéma, la foule présente à Downtown Disney. Ainsi les concepteurs ont imaginé un espace particulier avec de grandes sculptures de personnages Disney et des œuvres qui pouvaient drainer une importante foule comme dans une attraction d'un parc à thèmes. Le résultat : la boutique fait dans un jour calme près de 10 000 ventes. De plus, la boutique a été agrandie en 2002 pour dépasser les 50 000 pieds carrés (4 645 m2) puis en 2015 pour atteindre les 56 000 pieds carrés (5 203 m2).
La boutique occupe deux bâtiments mitoyens : le premier cruciforme avec près de 50 m de long pour une trentaine de large, le second est rectangulaire et disposé à l'ouest du premier mais légèrement incliné. Les bâtiments arborent des murs jaunes et des toits bruns, ces derniers sont similaires à ceux du reste du Marketplace. La boutique est organisée en plusieurs sections en fonction des univers de fiction des grands films de Disney.
En avril 2006, une boutique nommée Bibbidi Bobbidi Boutiques a ouvert au sein de ce supermarché Disney,.
En 2015, la boutique est agrandie de 6 000 pieds carrés (557 m2) tandis qu'en juillet 2016, la Bibbidi Bobbidi Boutique déménage pour un espace plus grand à côté de la boutique Once Upon a Toy. Le 8 janvier 2018, Disney World annonce la rénovation de la World of Disney par section jusqu'à fin 2018 avec la suppression d'une grande partie de la thématisation tandis qu'une boutique éphémère ouvre dans un espace inoccupé du Town Center.

### Downtown Disney en Californie
La seconde boutique World of Disney a ouvert en janvier 2001 dans le Downtown Disney du Disneyland Resort à Anaheim en Californie.
Avec plus de 3 700 m2, la boutique est plus petite que sa cousine de Floride mais reste la plus grande boutique de tout le Disneyland Resort. Elle occupe le rez-de-chaussée d'une aile du Disney's Grand Californian Resort et est adjacente au parc Disney California Adventure. Elle fait sensiblement la même longueur que sa cousine mais pour une largeur plus faible.

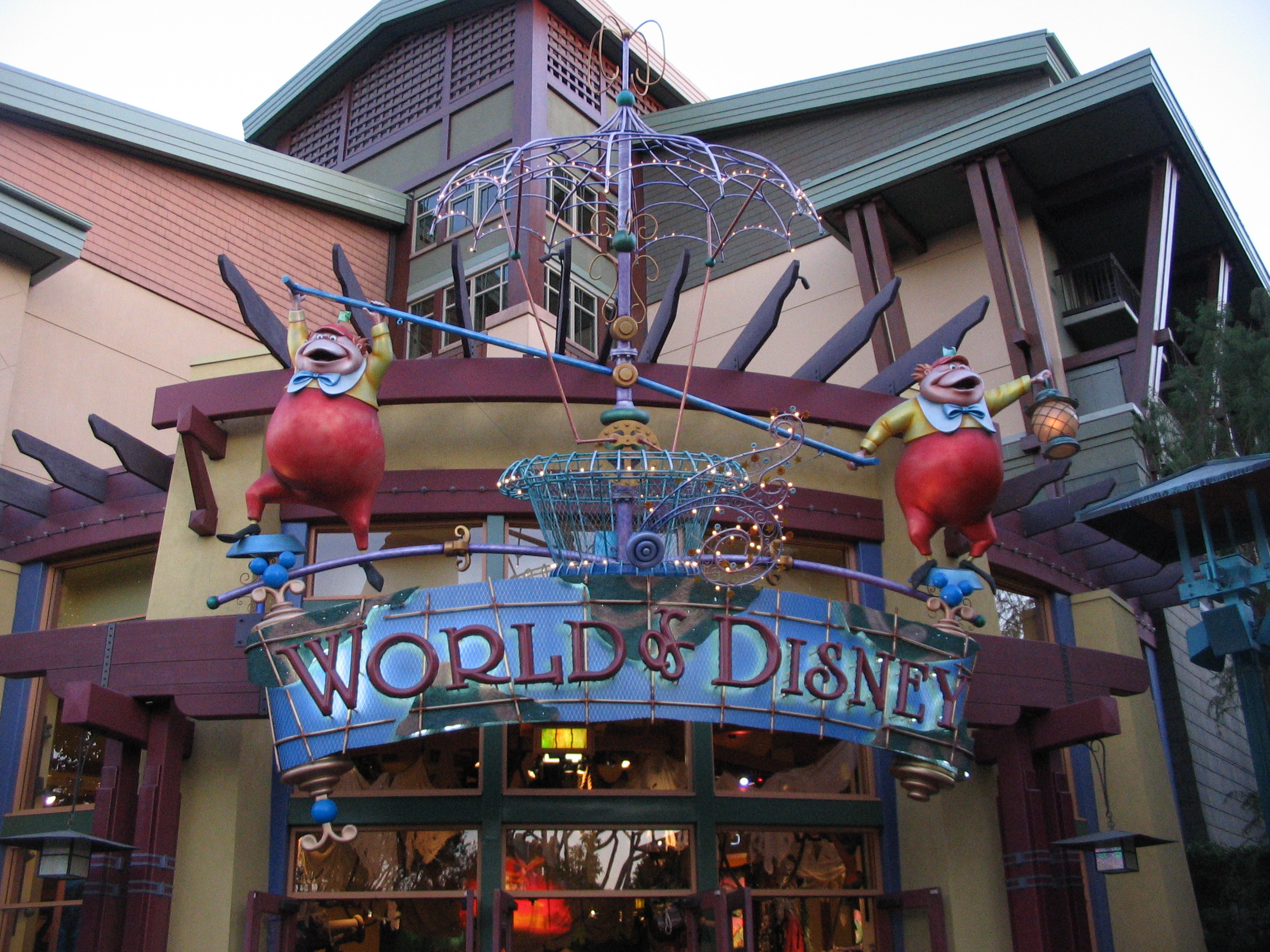
Entrée Ouest
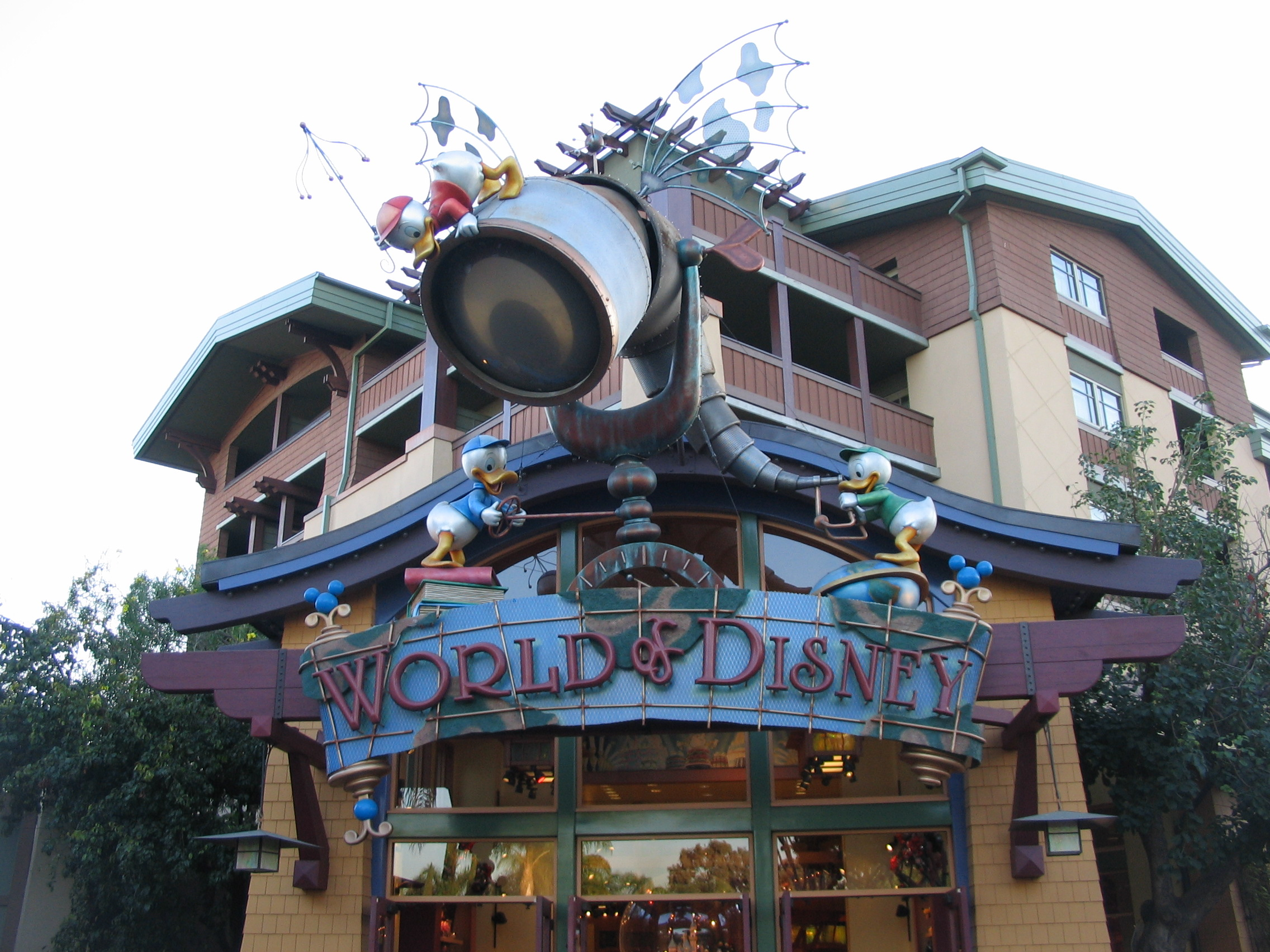
Entrée Est

### Disney Village en France
Depuis 2005, une rumeur voulait qu'une boutique World of Disney ouvre à Disney Village, centre commercial et de divertissements à Disneyland Paris. Un projet émergea en ce sens lors de la cérémonie de la Happiest Celebration on Earth (50e anniversaire de Disneyland). Lors de l'assemblée générale des actionnaires 2007 d'EuroDisney SCA, une maquette fut présentée aux visiteurs. Elle comprenait un édifice situé le long du cinéma Gaumont avec une esquisse d'architecture proche du concept des autres World of Disney. Mais il fut repoussé par Euro Disney SCA.
Finalement, le permis de construire a été délivré le 18 mars 2010. Ce nouveau bâtiment commercial est placé à Disney Village, entre le cinéma multiplexe Gaumont et la salle de jeux Nex Arcade. Il a une superficie de 2 620 m2 dont 1 400 m2 sont consacrés à la vente. La boutique a ouvert le 12 juillet 2012.

### Disneytown de Shanghai Disney Resort

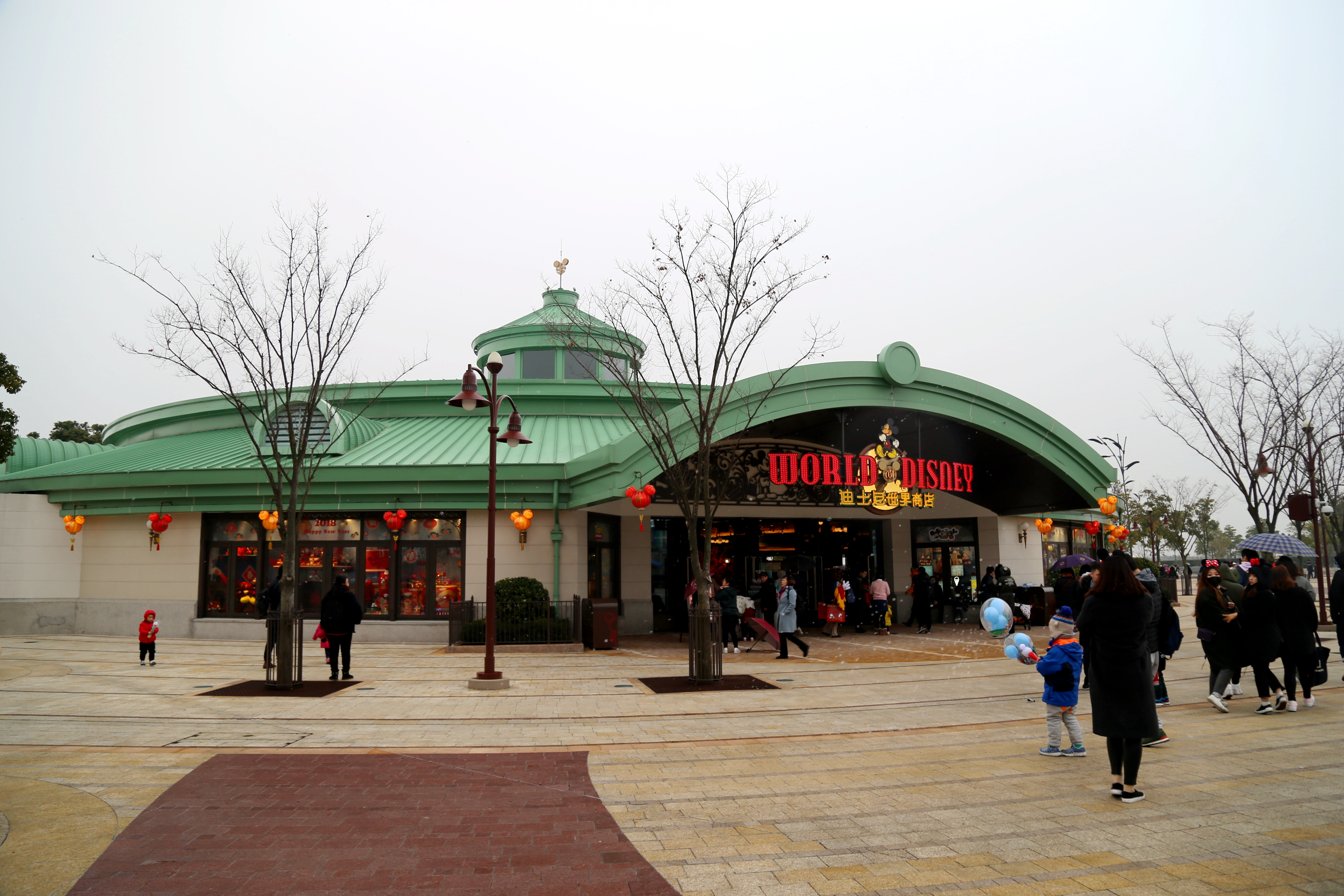
World of Disney de Shanghai

Une boutique World of Disney a ouvert au Disneytown de Shanghai Disney Resort le 16 juin 2016.

## Ancienne boutique

### World of Disneyà New York

Logo de la World of Disney de New York

Le 5 octobre 2004, la Walt Disney Company ouvre la première boutique World of Disney en dehors d'un domaine Disney à New York. C'est en réalité une grande Disney Store et la seule du réseau nord-américain à ne pas avoir été vendue à The Children Place. Elle avait ouvert le 22 mai 1996 sur 40 000 pieds carrés (3 716 m2)  de la Cinquième avenue. Elle est plus petite que ces cousines avec toutefois 2 200 m2 sur quatre niveaux. Elle accueille un espace nommé Disney Art Gallery reprenant le concept des Disney Gallery.
À la suite du rachat des Disney Store nord-américaine en 2008, Disney a annoncé le 8 août la fermeture de sa boutique new-yorkaise, à la fin du bail en 2010. Elle a fermé en janvier 2010 et une boutique d'un nouveau concept a ouvert en novembre 2010 à Times Square.